# تيجير فلو
تيجير فلو (بالإنجليزية: Tiejer Flue)‏ هو أحد جبال سلسلة جبال الألب بليسور ويقع في كانتون غراوبوندن في سويسرا. يحتل المرتبة رقم 274 في قائمة جبال سويسرا من حيث الارتفاع، إذ يبلغ ارتفاعه حوالي 2781 متر، بينما يبلغ ارتفاع نتوء الجبل 345 متر.